# 이가라시 슌지
이가라시 슌지(일본어: 五十嵐隼士, 1986년 8월 7일 ~ )는 전 일본의 배우이다.

## 출연 작품

### 드라마
- 울트라맨 메비우스